# Cantó de Berlaimont
El cantó d'Berlaimont és una divisió administrativa francesa, situada al departament del Nord i la regió dels Alts de França.

## Composició
El cantó de Berlaimont aplega les comunes següents :
- Aulnoye-Aymeries
- Bachant
- Berlaimont
- Écuélin
- Hargnies
- Leval
- Monceau-Saint-Waast
- Noyelles-sur-Sambre
- Pont-sur-Sambre
- Saint-Remy-Chaussée
- Sassegnies
- Vieux-Mesnil

## Història
| Date d'elecció                        | Identitat       | Partit |
| ------------------------------------- | --------------- | ------ |
| 2001-                                 | Bernard Baudoux | PCF    |
| Les dades anteriors no són conegudes. |                 |        |
|                                       |                 |        |

## Demografia
| 1962 | 1968   | 1975   | 1982   | 1990   | 1999   | 2006   |
| ---- | ------ | ------ | ------ | ------ | ------ | ------ |
| -    | 23.707 | 24.262 | 23.961 | 23.526 | 22.427 | 22.133 |